# Kim Eun-sook
Kim Eun-Suk (coreano:김 은숙) (Seul, 31 de março de 1963) é uma  ex-basquetebolista sul-coreana que integrou a Seleção Sul-Coreana Feminina que conquistou a Medalha de Prata disputadas no XXIII Jogos Olímpicos de Verão realizados em 1984 na Cidade de Los Angeles, Estados Unidos.